# Toucanet de Natterer
Selenidera nattereri
Espèce
Statut de conservation UICN

 LC  : Préoccupation mineure
Le Toucanet de Natterer (Selenidera nattereri) est une espèce d'oiseaux de la famille des Ramphastidae, endémique de la zone néotropicale (Brésil, Colombie, Guyana, Guyane et Venezuela).